# Freddie Frith
Frederick Lee Frith OBE, conegut com a Freddie Frith   (Grimsby, 30 de maig de 1909 - Grimsby, 24 de maig de 1988), fou un pilot de motociclisme anglès que va guanyar el Campionat del Món de 350cc de 1949. Antic picapedrer i més tard comerciant de motocicletes a Grimsby, Frith va ser un pilot d'estil depurat i un dels pocs a guanyar curses al TT de l'Illa de Man abans i després de la Segona Guerra Mundial. El 1950 ser nomenat Oficial de l'Orde de l'Imperi Britànic (OBE, Officer of the Order of the British Empire).

## Carrera esportiva

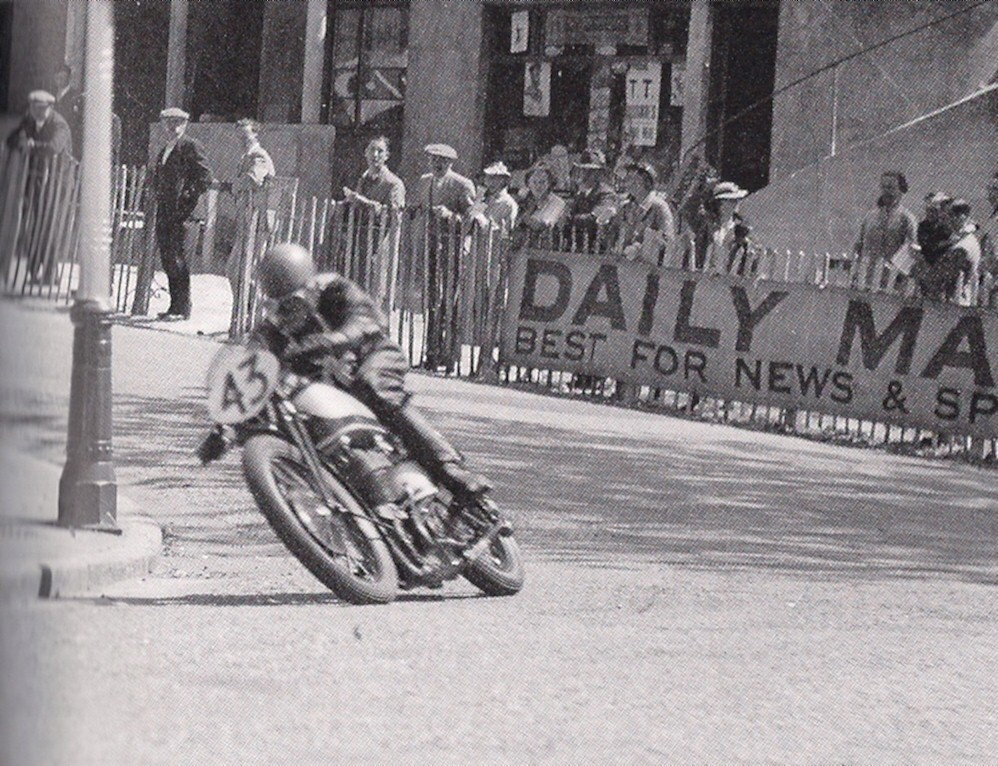
Amb la Norton 350 al TT de 1937

Frith va participar el 1930 amb una Velocette KTT de 350cc en la seva primera cursa important, la primera edició del Manx Grand Prix, on acabà tercer a la cursa Junior a una velocitat mitjana de 60,34 mph (97 km/h). Es va retirar de la cursa de 500cc per una avaria de motor (tornava a córrer-hi amb el de 350 cc) quan ocupava el tercer lloc. El 1935 va guanyar la cursa Junior del Manx Grand Prix i després va entrar a l'equip Norton per a participar al TT de l'Illa de Man de 1936, on va guanyar el Junior TT i va acabar segon al Senior TT, a més de guanyar el campionat d'Europa de 350cc. El 1937 va millorar al Senior TT i hi va aconseguir una victòria brillant alhora que enregistrava la primera volta a més de 90 mph (144,84 km/h) al circuit de l'illa, la Snaefell Mountain Course.
Després d'acabar tercer al Senior TT de 1939, Frith, juntament amb altres pilots dels equips de fàbrica de BSA, Ariel i Matchless, va servir a l'exèrcit durant la Segona Guerra Mundial. Destinat amb el grau de Sergent a l'escola de conducció i manteniment d'infanteria de Keswick, on els oficials i els suboficials aprenien a anar en moto fora d'asfalt, Frith instruïa equips de quatre motociclistes amb sengles Norton 500 i els ensenyava a conduir per Skiddaw sota tota mena de condicions meteorològiques. L'últim dia es reservava per als entrenaments a la carretera, on calia seguir Frith mentre traçava amb gran estil i velocitat els revolts.
Acabada la guerra, Frith va perdre el 1947 el primer TT que se celebrava des de 1939 a causa d'una caiguda amb una Moto Guzzi de 500cc durant els entrenaments. El 1948 va tornar a la Velocette i va guanyar la cursa Junior TT, repetint aquest èxit un any després. El 1949, Frith va esdevenir el primer campió del món de 350cc després de guanyar les cinc rondes de la temporada. Al Gran Premi de l'Ulster hi va fer servir un motor SOHC.

## Resultats al Mundial de motociclisme
Barem de puntuació de 1949:
| Posició | 1  | 2 | 3 | 4 | 5 | Volta ràpida |
| Punts   | 10 | 8 | 7 | 6 | 5 | 1            |

(Ids. Grans Premis | Llegenda) (Curses en negreta indiquen pole; curses en  itàlica indiquen volta ràpida)
| Any  | Categoria | Equip     | 1      | 2    | 3     | 4     | 5     | 6     | Punts | Posició | Victòries |
| ---- | --------- | --------- | ------ | ---- | ----- | ----- | ----- | ----- | ----- | ------- | --------- |
| 1949 | 350cc     | Velocette | IOM 1  | CH 1 | NED 1 | BEL 1 | ULS 1 |       | 33    | 1r      | 5         |
| 1949 | 500cc     | Velocette | IOM NC | CH 5 | NED - | BEL - | ULS - | NAT - | 5     | 11è     | 0         |